# Dixons Creek
Dixons Creek is een plaats in de Australische deelstaat Victoria. In 2006 telde Dixons Creek 596 inwoners.